# Pedicularis tuberosa
Pedicularis tuberosa är en snyltrotsväxtart som beskrevs av Carl von Linné. Pedicularis tuberosa ingår i släktet spiror, och familjen snyltrotsväxter. Inga underarter finns listade i Catalogue of Life.

## Bildgalleri

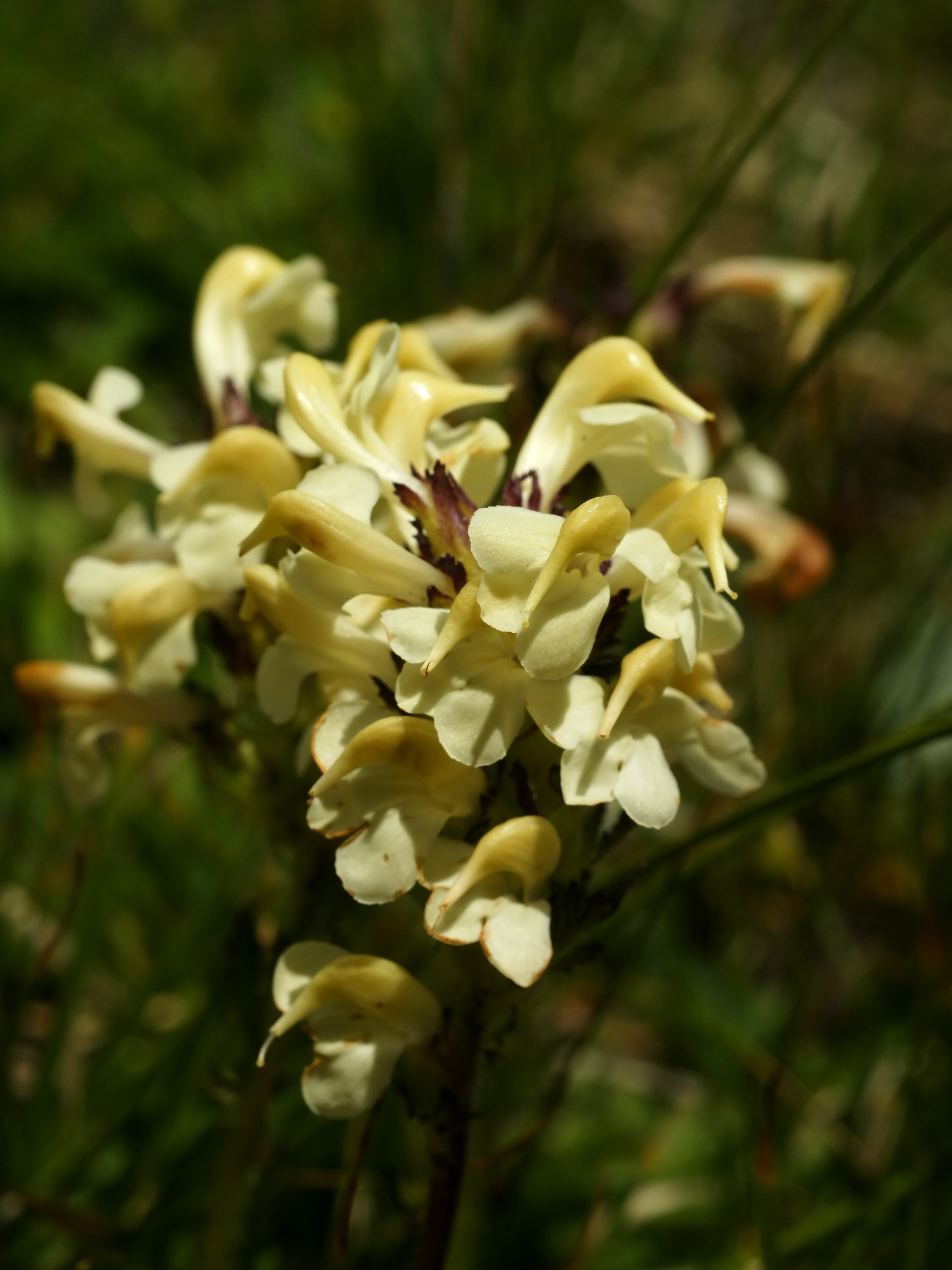
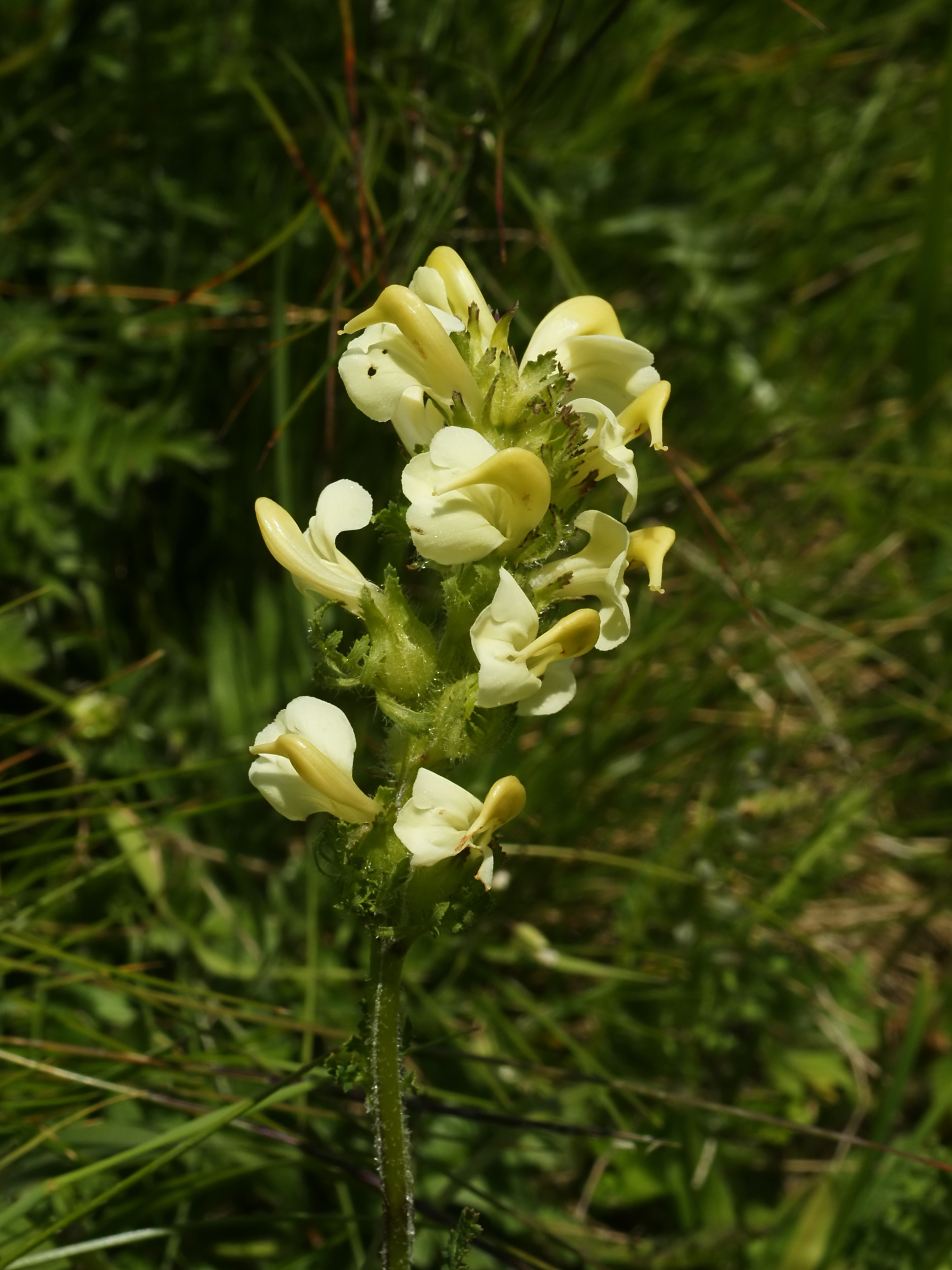
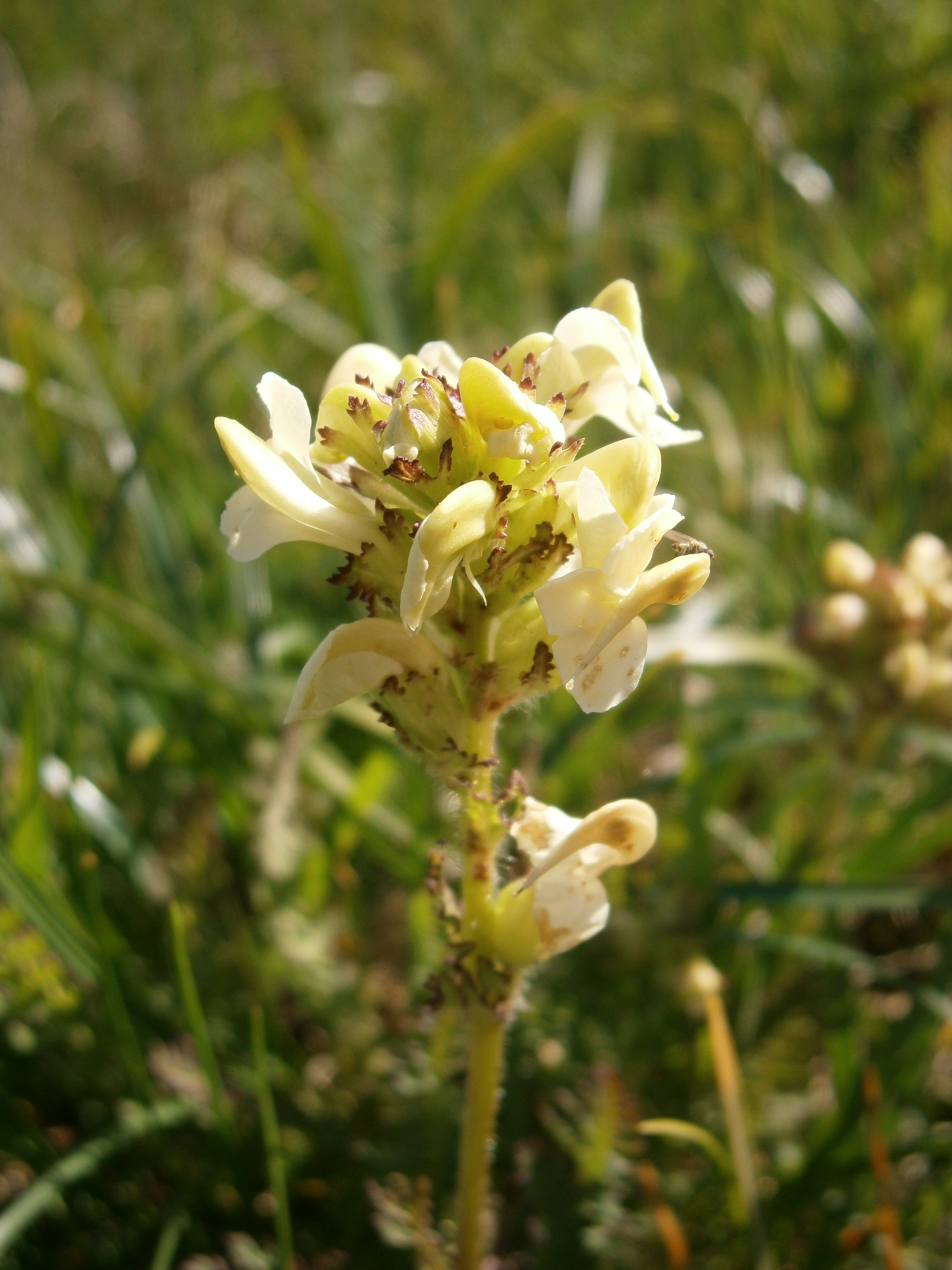
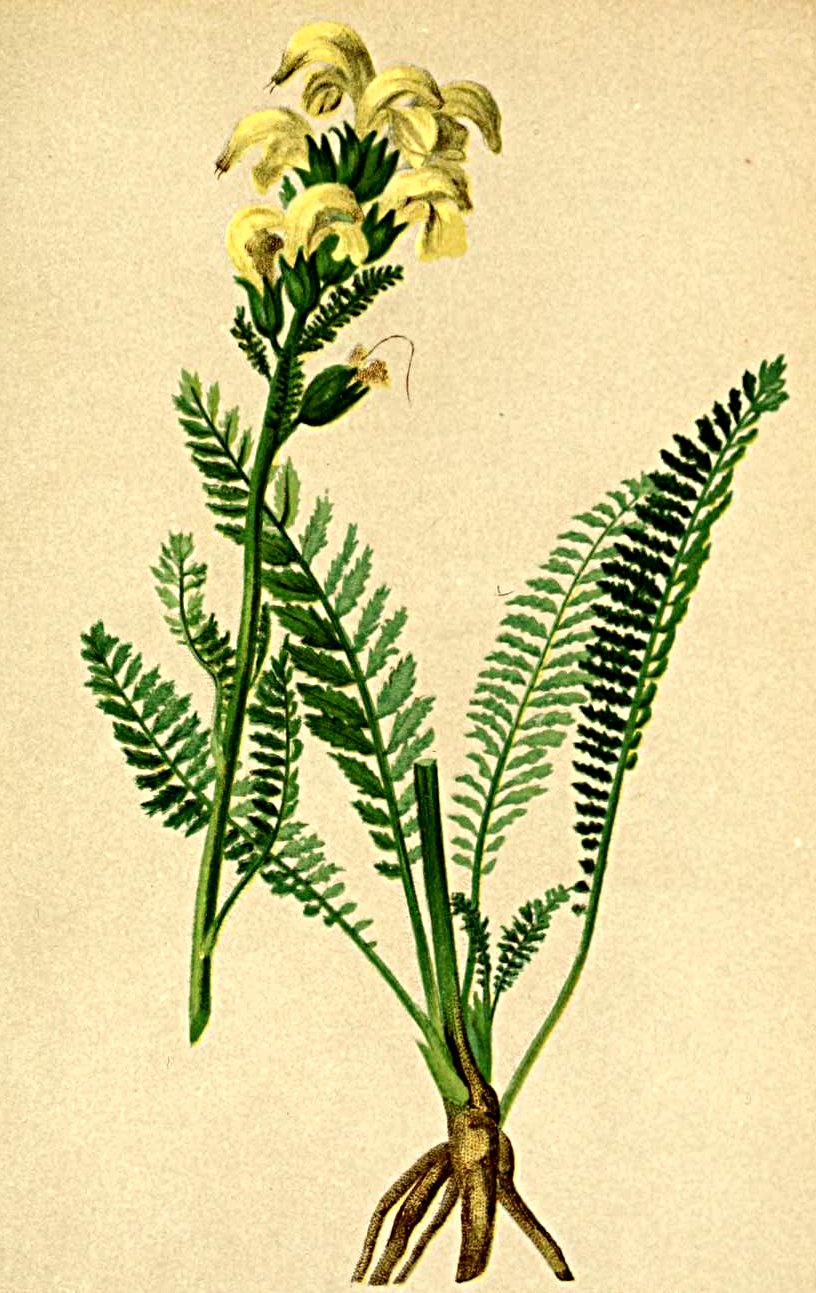